# Herbert Junck
Herbert Junck (* 25. November 1949; † 31. Mai 2005) war ein deutscher Schlagzeuger.

## Leben
Herbert Junck studierte auf dem Konservatorium in Rostock Musik und spielte dort bei Exzentra Schlagzeug. Im Jahr 1979 wechselte er zur Hansi Biebl Band und 1983 zu NO 55. Im Jahr 1984 wurde er schließlich Schlagzeuger der Rockband Silly, wo er die Position von Mike Schafmeier übernahm. Gemeinsam nahm die Band die Platten Liebeswalzer, Bataillon d’Amour, Februar, Hurensöhne und Paradies auf und etablierte sich damit als eine der erfolgreichsten Rockbands der DDR.
Herbert Junck starb am 31. Mai 2005 im Alter von 55 Jahren an den Folgen einer Krebserkrankung.